# Station Černožice
Station Černožice is een spoorwegstation in Tsjechië tussen Hradec Králové en Jaroměř. Het station wordt aangedaan door lijn 031, die van Pardubice via Hradec Králové naar Jaroměř loopt. Het ligt in de gemeente Černožice, wat onderdeel uitmaakt van de okres Hradec Králové.
Het station ligt twee kilometer ten noorden van station Smiřice en drie kilometer ten zuiden van station Semonice.
Pardubice hlavní nádraží ↔ Pardubice-Rosice nad Labem ↔ Pardubice-Semtín ↔ Stéblová ↔ Čeperka ↔ Opatovice nad Labem ↔ Hradec Králové hlavní nádraží ↔ Předměřice nad Labem ↔ Lochenice ↔ Smiřice ↔ Černožice - Semonice ↔ Jaroměř